# Naszanburmaa Ocsirbat
Naszanburmaa Ocsirbat (Ulánbátor, 1989. április 14. –) mongol női szabadfogású birkózó. A 2018-as birkózó-világbajnokságon döntőbe jutott 72 kg-os súlycsoportban, szabadfogásban. A 2008-as, 2011-es és a 2013-as birkózó világbajnokságokon bronzérmet szerzett kétszer 67, egyszer 63 kg-os súlycsoportban. A 2010-es Ázsia Játékokon 63 kg-os súlycsoportban ezüstérmes lett, a 2013-as Ázsia Bajnokságon aranyérmet, a 2018-as és a 2008-as Ázsia Bajnokságokon ezüstérmet, a 2004-es Ázsia Bajnokságon bronzérmet szerzett.

## Sportpályafutása
A 2018-as birkózó-világbajnokságon a 72 kg-osok súlycsoportjában a döntő során a mongol Justina Renay Di Stacio az ellenfele.